# Artemisia Gentileschi
Artemisia Gentileschi, född 8 juli 1593 i Rom, död 1653 i Neapel, var en italiensk målare. Gentileschi verkade under ung- och högbarocken, som en av sin tids mest kända konstnärer.
Många av Gentileschis målningar skildrar kvinnor från myter, allegorier och Bibeln. Gentileschi var känd för att kunna skildra kvinnofiguren med stor naturalism och för sin skicklighet i att hantera färg för att uttrycka drama. 
Hon var dotter till Orazio Gentileschi. Hennes konstnärskap överskuggades länge av berättelsen om när hon som ung kvinna våldtogs av Agostino Tassi och den efterföljande rättegången mot Tassi. Hennes målningar har länge ignoreras eller felaktigt tillskrivs manliga konstnärer, bland annat hennes far. Men idag betraktas Gentileschi som en av de mest progressiva och uttrycksfulla målarna i sin generation.

## Biografi
Artemisia Gentileschi gick först i lära hos sin far Orazio Gentileschi som var en framstående konstnär. Som ung bestod hennes utbildning av enbart måleri, och det var inte förrän i vuxen ålder som hon lärde sig läsa och skriva. Hennes far var en efterföljare till konstnären Caravaggio, och det var på så vis hon kom i kontakt med barockens dramatik och uttryck vilken är typisk för hennes målningar. Vid endast sjutton års ålder stod hon själv modell för sin första version av Susanna och gubbarna.
Artemisia Gentileschi var också elev hos konstnären Agostino Tassi. När hon var nitton år gammal blev hon våldtagen av Tassi, vilket resulterade i en sju månader lång rättegång. Under denna fick Gentileschi utstå både anklagelser om promiskuitet, ingående gynekologiska undersökningar och tortyr med tumskruvar under sitt vittnesmål för att försäkra sig om att hon talade sanning. Tassi blev slutligen dömd för våldtäkt, men fick bara ett års fängelsestraff. Det var under den här turbulenta tiden som hon målade ett av sina mest berömda verk: Judit och Holofernes.
Efter den förödmjukande rättegången gifte sig Gentileschi med målaren Pierantonio Stiattesi. De flyttade 1615 till Florens, där deras dotter Prudentia föddes. Gentileschi hade ett nära samarbete med stadens konstakademi och firade stora framgångar. År 1616 blev hon som första kvinna medlem i Accademia delle Arti del Disegno i Florens. Hennes mecenat var då Cosimo II de' Medici. 
Omkring 1620 flyttade hon tillbaka till Rom och arbetade åtskilt från sin make och från 1628 var hon bosatt i Neapel. Omkring 1640 var hon för en kort tid verksam vid Karl I:s hov i England där hon återförenades med sin far Orazio. När inbördeskriget bröt ut 1642 återvände hon till Neapel där hon dog tio år senare.
Omkring 60 av målningar som tillskrivs Artemisia Gentileschi finns bevarade. I februari 2020 förvärvade Nationalmuseum i Stockholm målningen Den heliga Katarina av Alexandria av Gentileschi.

## Konstnärlig stil
Gentileschi utförde kraftfulla och lidelsefulla scener, vars psykologiska element träffande stegras till dramatik. I Neapel däremot målade hon, påverkad av den där rådande stränga fromheten, så gott som uteslutande konventionella, sakrala bilder. 
I den bloddrypande målningen Judit och Holofernes utnyttjar Gentileschi chiaroscuro (klärobskyr) för att erhålla ett dramatiskt uttryck. Den heroiska änkan Judit håller sin kropp så långt bort från det sprutande blodet som möjligt, medan hon långsamt och med berått mod skär huvudet av Holofernes. Motivet hade ofta skildrats inom bildkonsten, ibland som en allegori över tyrannmord. Men denna målning tycks endast ha varit avsedd som en livfull rekonstruktion av den i den apokryfiska Judits bok berättade historien och som ett virtuost mästerstycke av dramatisk naturalism.

## Bildgalleri (kronologiskt ordnat)
Se även alfabetisk lista.

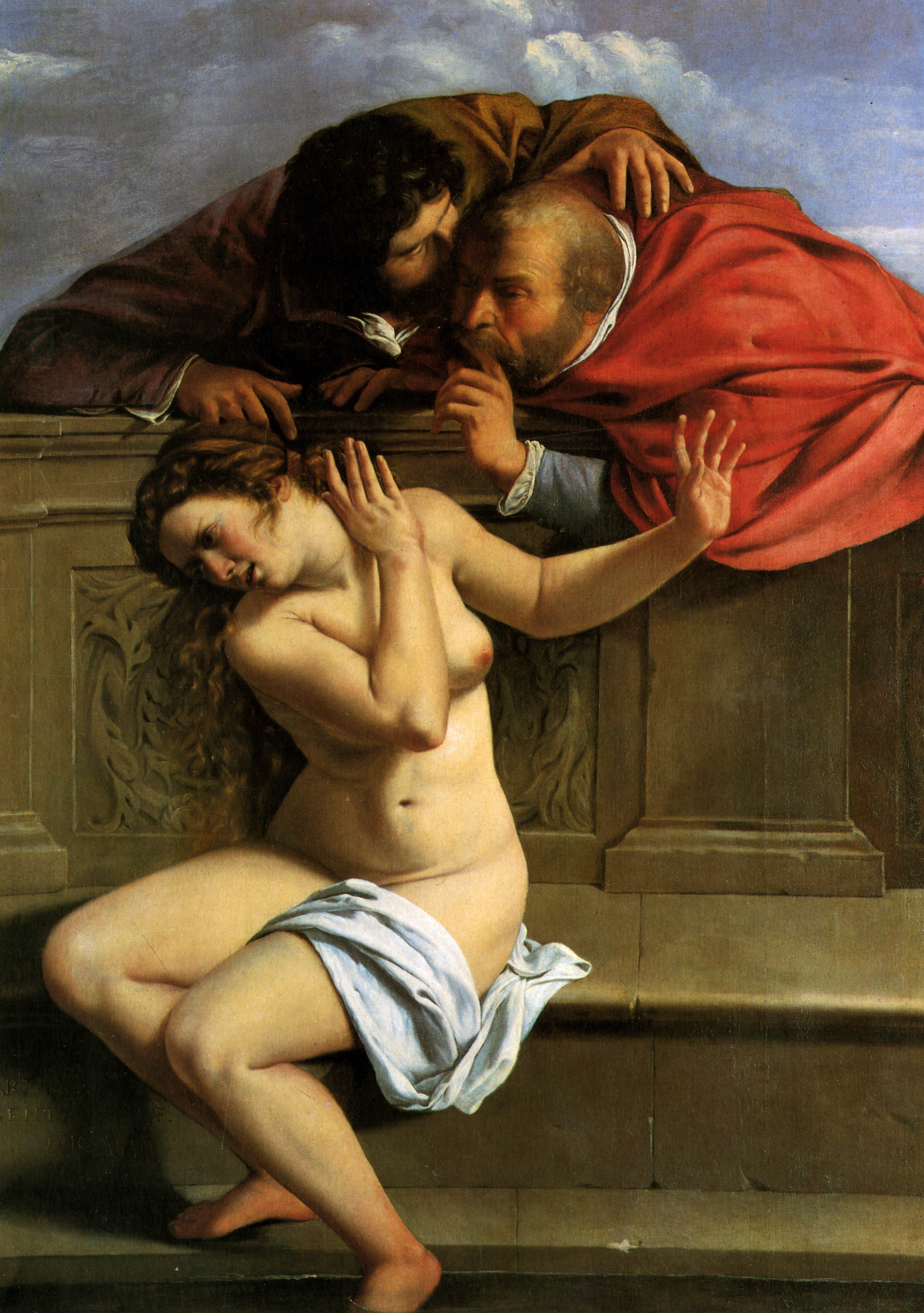
Susanna och gubbarna (1610) är utställd på slottet Weissenstein i Bayern.
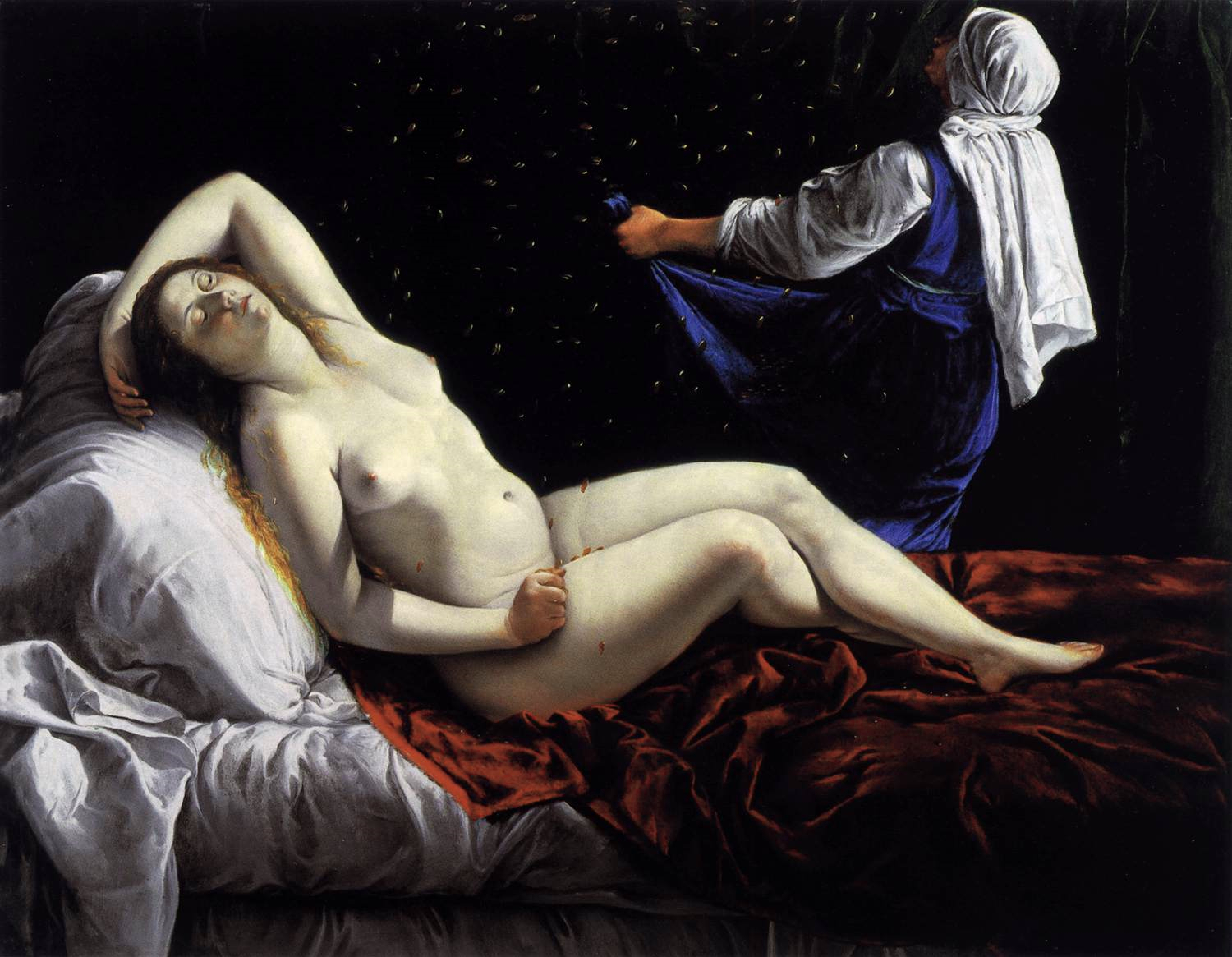
Danaë (cirka 1612), Saint Louis Art Museum.
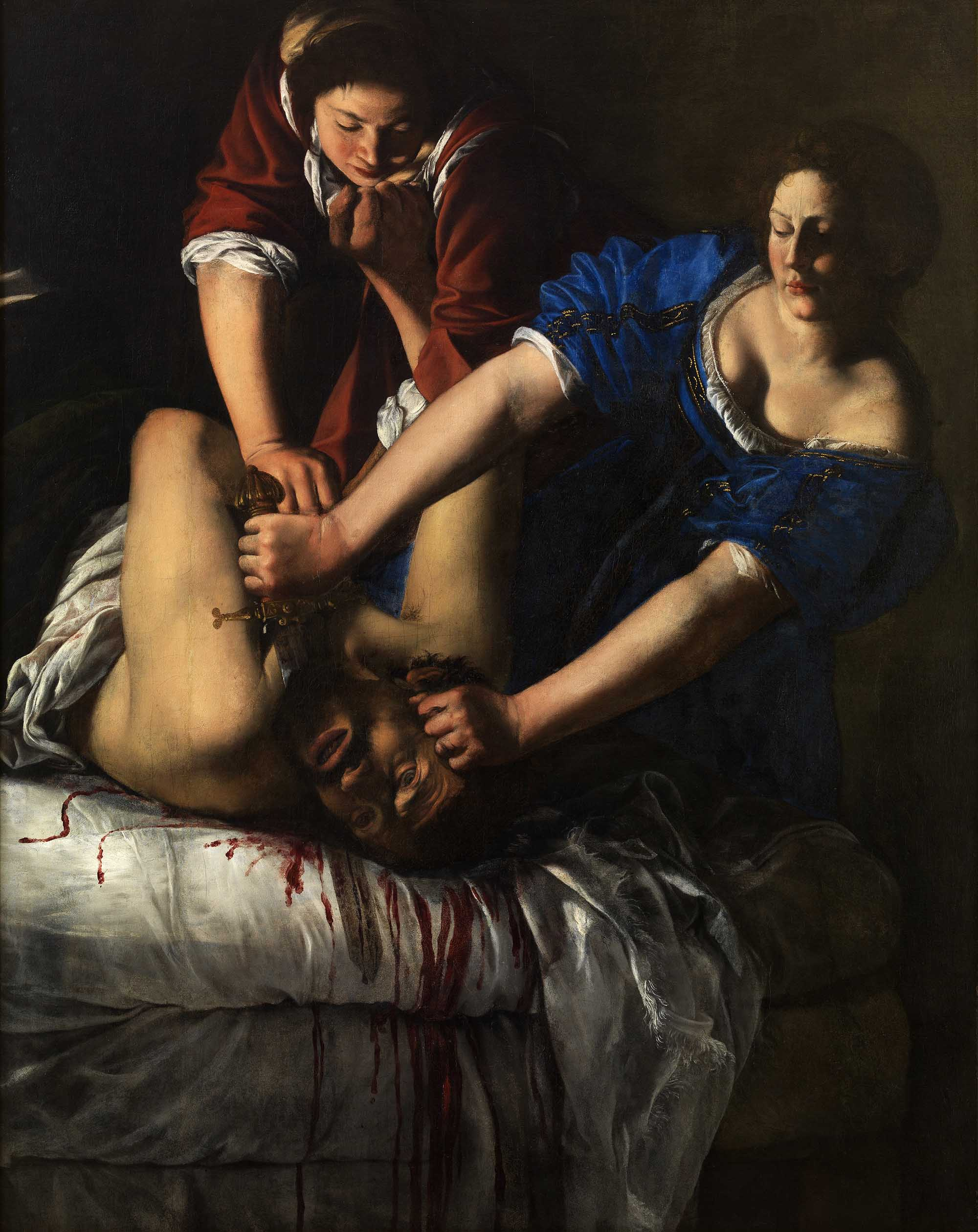
Judit och Holofernes (cirka 1612–1613), Museo di Capodimonte.
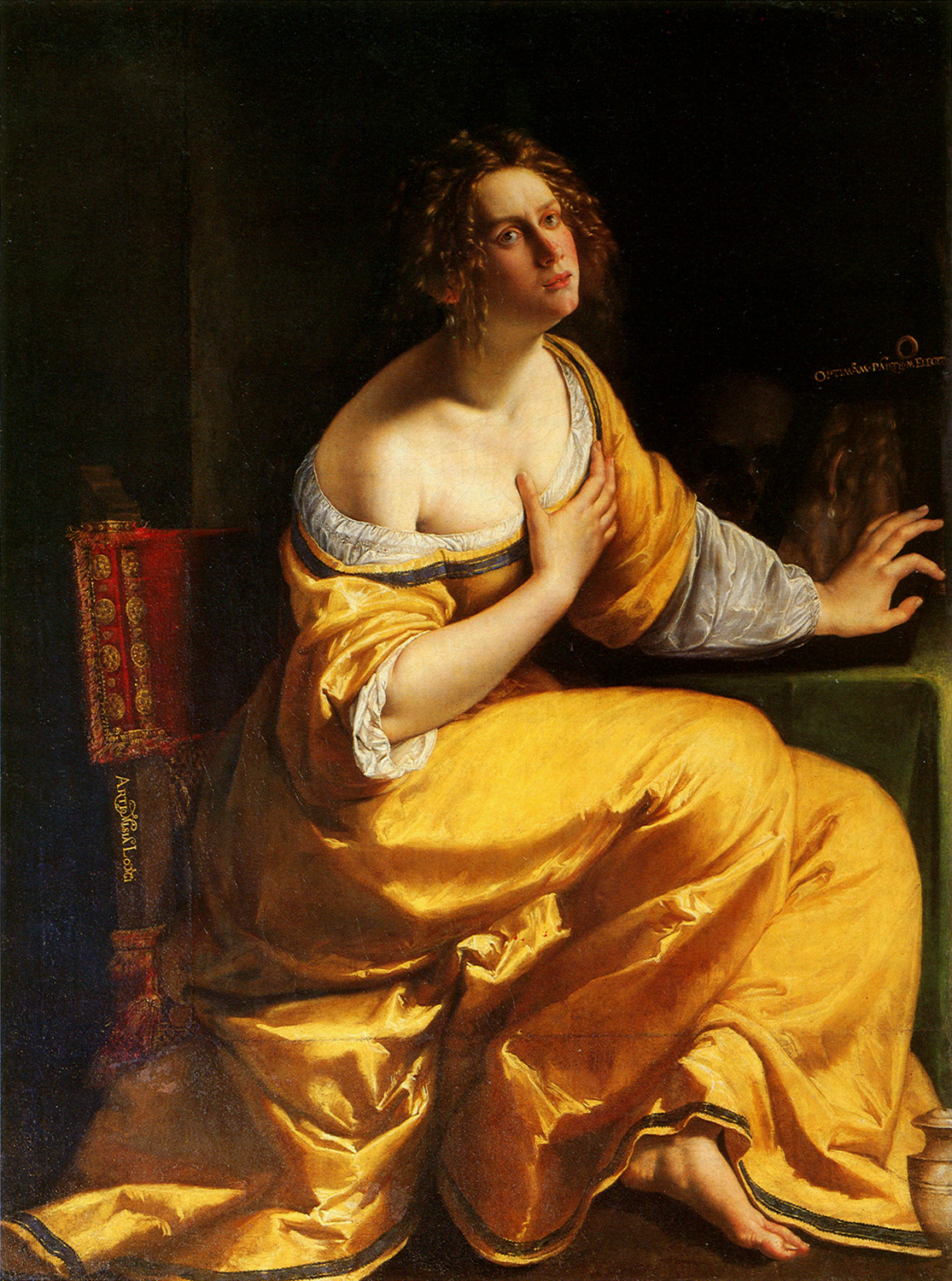
Maria Magdalena (cirka 1615–1618), Palazzo Pitti.
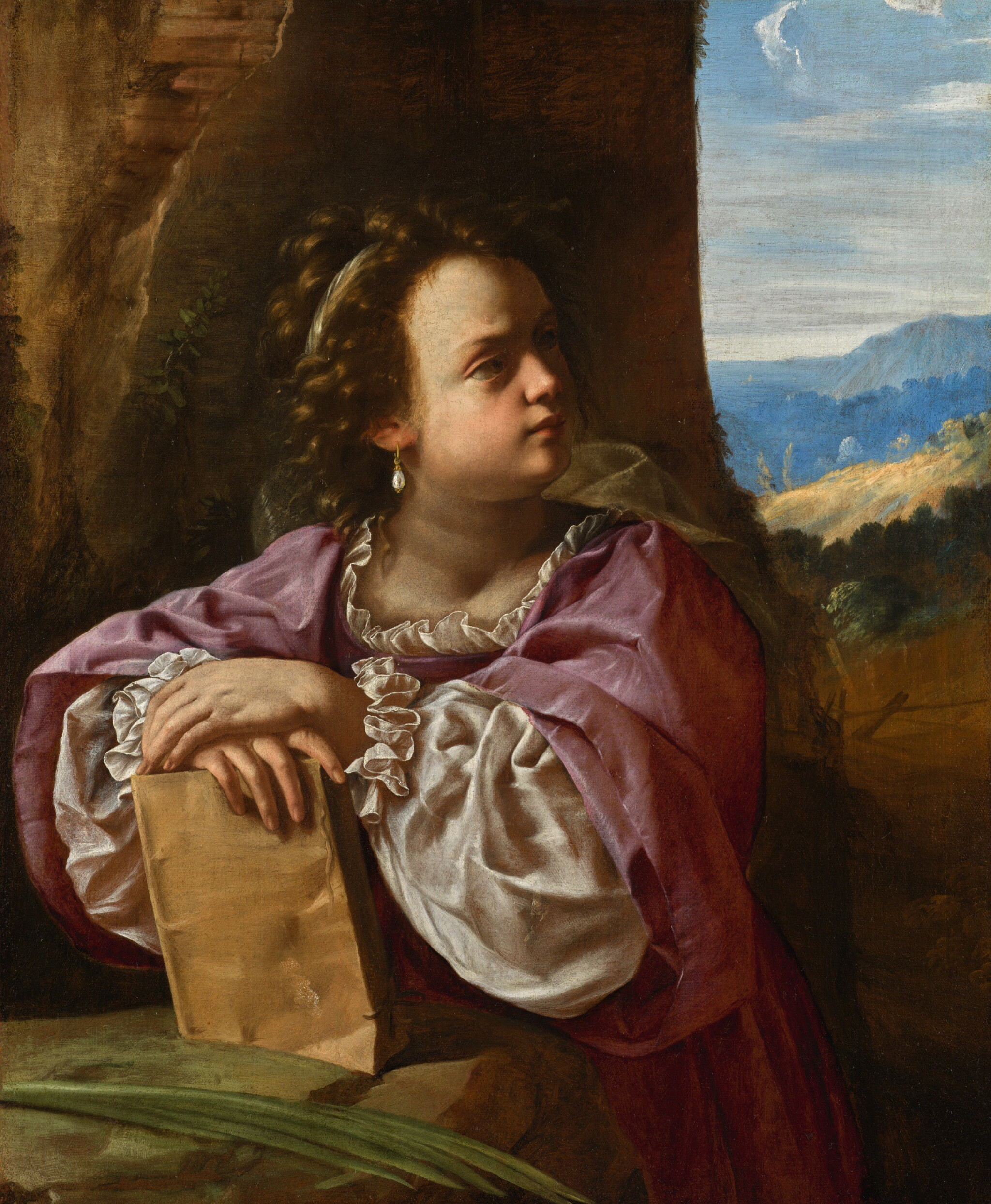
Den heliga Katarina av Alexandria (cirka 1627–1635), Nationalmuseum.
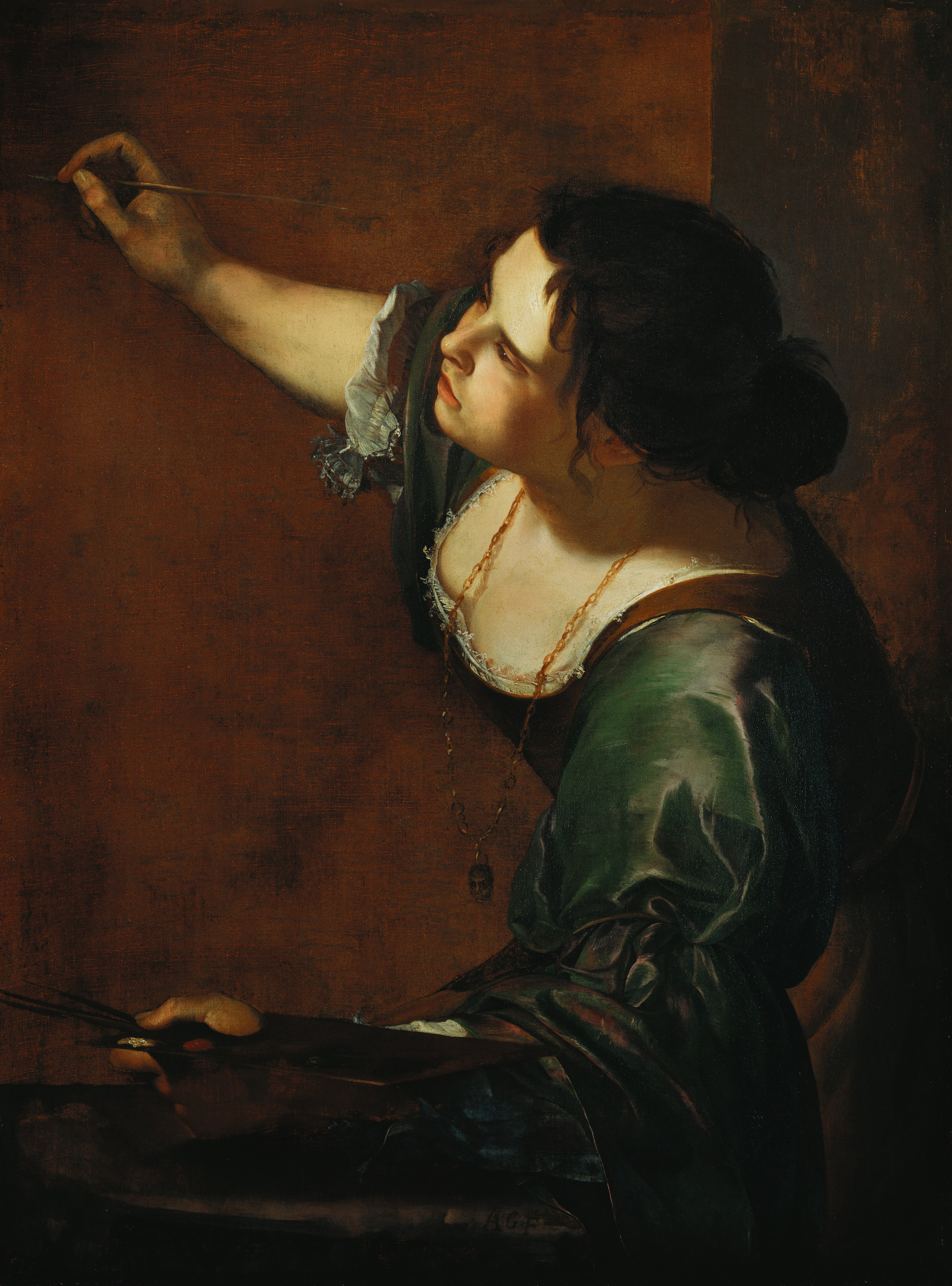
Självporträtt som allegori över måleriet (cirka 1638–1639), Royal Collection Trust.

## Eftermäle
Nedslagskratern Gentileschi på planeten Venus och asteroiden 14831 Gentileschi är uppkallade efter henne.